# Gli innamorati (Renoir)
Gli innamorati (Les amoreux) è un dipinto del pittore francese Pierre-Auguste Renoir, realizzato nel 1875 e conservato alla Národní galerie (Galleria Nazionale) di Praga.

## Descrizione
I due personaggi, ritratti in simbiosi armonica con la rigogliosa natura, sono l'attrice Henriette Henriot (una delle modelle preferite di Renoir) e Franc-Lamy, pittore e amico dell'artista. L'ambiente en plein air è il giardino dietro la casa in cui abitava Renoir in quel periodo, al n. 12 di Rue Cortot, a Montmartre.
Associando elementi di poesia eterna a un'immagine vera di vita contemporanea, con le sue classiche pennellate Renoir immortala sulla tela, in un gioco di ombre e di luci, un momento in cui l'uomo pare non resistere al fascino della donna, mentre lei sembra quasi schermirsi, voltando lo sguardo e abbozzando un sorriso imbarazzato. 

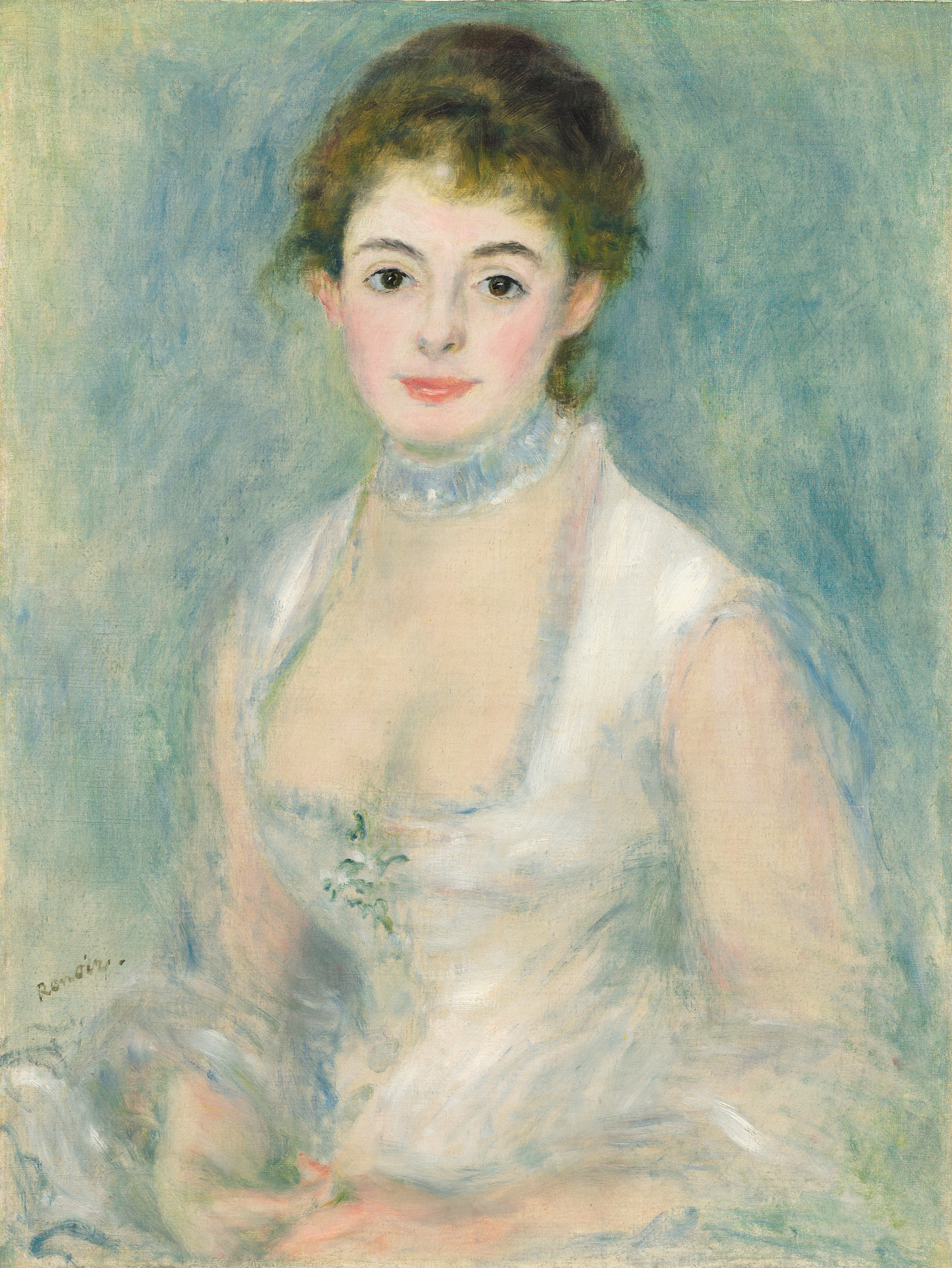
Henriette Henriot (1857-1944), ritratta da Renoir nel 1876.

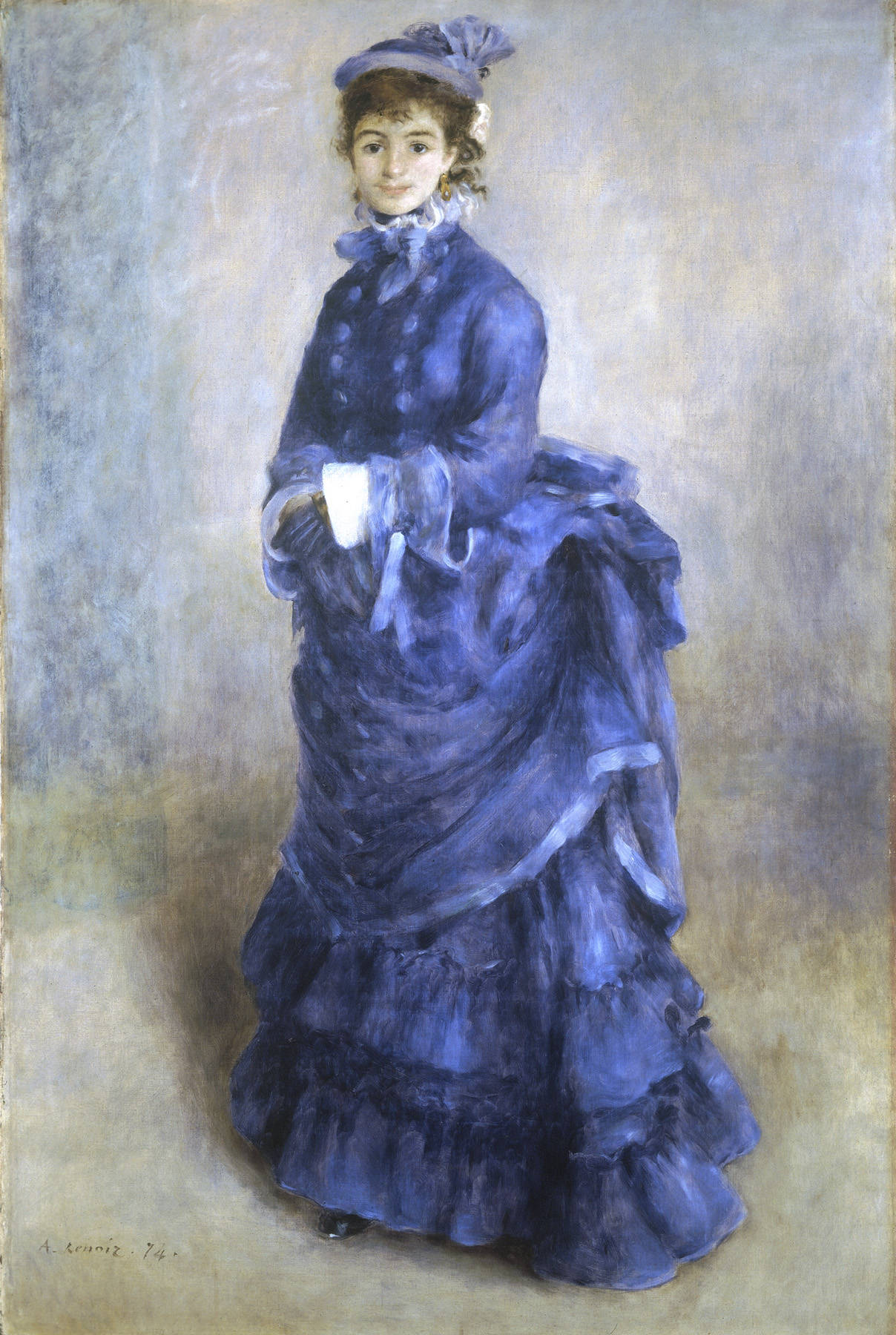
La Parigina (donna in blu) (1874), National Museum of Wales, Cardiff: la modella è Henriette Henriot.

Il dipinto è firmato in basso a sinistra.